# Рафидиты
Рафиди́ты (мн. ч. араб. رافضة, روافض‎, ед. ч. رافض‎ — «отвергающий», «оставляющий») — одно из распространенных прозвищ шиитов, данное им суннитами. Появилось из-за неприятия шиитами законности некоторых халифов. В настоящее время «рафидитами» называют имамитов, не признавших законность династий Омейядов и Аббасидов. Сами шииты придают прозвищу положительный смысл, утверждая, что рафидитами являются «единственные верующие, отвергшие зло».

## История
Ересиолог Ибн Тахир аль-Багдади (980—1037) первыми рафидитами считал сабаитов — последователей Абдуллаха ибн Сабы. Он причислял к рафидитам зейдитов, имамитов, кайсанитов и крайних шиитов. Как заметил аль-Хасан ан-Наубахти, эту версию утверждали противники шиитов. По другому преданию, первым использовал этот термин «крайний» шиит аль-Мугира ибн Саид, назвавший так сторонников шестого имама Джафара ас-Садика, поскольку они отказались признать имамат Мухаммада ибн Абдаллаха, поднявшего восстание в Медине.
Исламский историк времён последних Омейядов и первых Аббасидов Абу Михнаф называл рафидитами шиитов Куфы, оставивших Зайда ибн Али в его борьбе за власть против Омейядов. После возникновения зейдитского направления рафидитами стали называть преимущественно имамитов, не признающих правление двух первых халифов, а также Омейядов и Аббасидов.
Рафидиты дозволяют практику такия (сокрытие своей религии) для защиты общины от преследования. Они значительно повлияли на всё шиитское течение, в особенности на шиитов-двунадесятников (иснаашария).
У суннитов название «рафидиты» несёт негативный смысл, однако шииты представили всё так, что это прозвище стало похвальным: они назвали себя единственными, кто «отверг» зло. До 1993 года термин использовался в учебниках в Саудовской Аравии.

## Использование термина суннитскими богословами
Мухаммад ибн Идрис аш-Шафии:

Я никогда не видел среди людей еретиков более лживых, чем шииты-рафидиты.
— «Минхадж ас-Сунна» т. 1, стр. 39
Ибн Тахир аль-Багдади:

Нет ни одного известного нам вида куфра (неверия), которого не было бы у рафидитов.
— Ибн Тахир аль-Багдади «аль-Миляль ва-н-Нихаль», стр. 52—53
Ибн Баз (Верховный муфтий Саудовской Аравии):

Шиитов много групп, и у каждой группы свои виды нововведений. Но наихудшие из них — это рафидиты-хомейнисты по причине наличия среди них большого ширка, как взывание к Ахль аль-Байт.
— «Фатава Ибн Баз» т. 4, стр. 439